# CompLexity
Complexity Gaming (Los Angeles Complexity, Complexity Gaming, Team compLexity; skrót: coL)  – amerykańska drużyna e-sportowa założona w 2004 roku przez Jasona Lake’a. Występowała w lidze Championship Gaming Series pod nazwą Los Angeles Complexity. Zespół ma siedzibę w Los Angeles.
CompLexity odniosło kilka sukcesów na międzynarodowych zawodach w dyscyplinie Counter-Strike, między innymi na Cyberathlete Professional League Winter 2004 (5. miejsce), Electronic Sports World Cup 2005 (1. miejsce), WSVG Intel Summer Championships 2006 (1. miejsce) i World e-Sports Games Masters 2006 (2. miejsce). Drużyna uczestniczy również w rozgrywkach FIFA, Rocket League, Hearthstone, Apex Legends oraz  Valorant.

## Gracze
Stan z dnia 23 czerwca 2023 
Counter-Strike: Global Offensive
- Johnny ,,JT" Theodosiou
- Ricky ,,floppy" Kemery
- Michael ,,Grim" Wince
- Håkon ,,hallzerk" Fjærli
- Jonathan ,,EliGE" Jablonowski

Trener *  Tiaan ,,T.c" Coertzen

### FIFA
- Anthony ,,AA9skillz" Machado
- Alan,,AlanAvi" Avila
- Joksan ,,Joksan" Redona
- Max ,,MaXe" Popov

### Rocket League
- Cristian ,,crr" Fernandez
- Victor ,,Reysbull" Duran Parra
- Lautaro ,,ajg" Kemery

Trener *  Corey "ruin" Hartog

### Valorant
- Michael ,,agM" Abood
- Joel ,,jcrueL" Cruel
- Peter ,,Governor" No
- Tanner ,,scourge" Kages
- Robert ,,truo" Pham

{{Układ wielokolumnowy}} Nieprawidłowe/puste pola: "liczba".